# Dasiops armata
Dasiops armata är en tvåvingeart som först beskrevs av Malloch 1923.  Dasiops armata ingår i släktet Dasiops och familjen stjärtflugor. Inga underarter finns listade i Catalogue of Life.